# Зарецкий, Давид
Давид Зарецкий (28 января 1914, Пинск Минской губернии — 27 июня 1978, Израиль) — еврейский писатель, поэт, журналист, эссеист и редактор. Писал на иврите и идише.

## Биография
Родился в Пинске в семье Ошера и Шейндл Зарецких. Получил образование в пинской Талмуд-торе, новогрудской иешиве, затем в «Хафец Хаим» в Радине. Перед началом Второй мировой войны, бежал в Литву, где большевики арестовали и сослали его в трудовой лагерь в Сибирь. Освободившись в 1946 году, жил некоторое время в Польше, а затем в Париже, где работал на Агудат Исраэль. С 1949 года он жил в Израиле, где занимал должность в раввинате при Министерстве по делам религии.
В 1930 была опубликована его первая статья в «Дос Ворт» (Вильно). Впоследствии его произведения печатались в еженедельнике «Идишес тагеблат» (Варшава), «Бейс-янкев журнал» и «Идише арбетер штиме» (Лодзь), «Форвертс» (Нью-Йорк). Один из основателей и редакторов ежедневной газеты харедим «Хамодиа», в 1947—1949 редактировал парижских детский журнал «Функен». Его истории и критические статьи были опубликованы в периодических изданиях на иврите «Хацофе», «Гвилин» и «Эмуним»

## Произведения
- «Мешолим фун Хофец Хаим», 1946 (Ковно)
- «Ойсгетрикнте ойгн», 1947 (Париж)
- «Шимхе», 1952 (Тель-Авив)
- «Лемала мин шемеш», 1954 (Тель-Авив)
- «Ли хашир», 1957 (Иерусалим)
- «Оцар мишле хасидимо» 3 части 1956, 1957, 1958 (Тель-Авив)
- «Гешер цар», 1958 (Тель-Авив)